# 1086
1086 (MLXXXVI) je bilo navadno leto, ki se je po julijanskem koledarju začelo na četrtek.

## Dogodki

### Investiturni boj
- 24. maja - V Rimu je po legitimni poti za papeža izvoljen montecassinski opat Deziderij, ki prevzame ime Viktor III., 158. papež po seznamu. Dejansko Viktor III. začne s papeževanjem šele naslednje leto, nekaj mesecev preden umre.↓
- 28. maja → Štiri dni kasneje Viktor III. pobegne iz Rima, saj se s severa bliža vojaški oddelek cesarjevega prefekta s protipapežem Klemenom III. Papež Viktor III.  pusti papeške insignije v Rimu in se začasno umakne v samostan Monte Cassino, katerega opat je bil. Propapeška stranka zbrana okoli vojvodinje Matilde Toskanske in capuanskega kneza Jordana I. se s pomočjo Normanov na jugu Italije pripravlja, da prežene cesarjevega papeža iz Rima in postavi nazaj legitimnega naslednika. 1087 ↔

### Rekonkvista
- Po padcu toledskega emirata in vdorom Kastiljcev v zaragoškega preostali muslimanski voditelji  pokličejo na pomoč Almoravide iz severne Afrike, ki jih vodi sultan Jusuf ibn Tašfin.↓
- → Alfonz VI. preneha z obleganjem Zaragoze in za pomoč naprosi aragonskega kralja Sanča Ramireza.↓
- 23. oktober - Bitka pri Sagrajasu: Almoravidi pod vodstvom sultana Jusufa ibn Tašfina in z zavezniki iz muslimanskih kraljevin Sevilje, Badajoza, Granade, Almerije ter Malage premagajo krščansko vojsko združenih Kastiljcev in Aragoncev pod vodstvom kraljev Alfonza VI. Kastiljskega in Sanča Ramireza Aragonskega. Alfonz podceni nevarnost in zbere premajhno vojsko zgolj 2500 mož, od tega 750 vitezov, toda kljub temu je bila to do takrat največja zbrana krščanska vojska med rekonkvisto. Na drugi strani muslimani zberejo najmanj trikrat tolikšne sile. Izgube so na obeh straneh hude, Alfonz VI. je huje ranjen v nogo.↓
- → Med kristjani in muslimani na Iberskem polotoku se je za več generacij vzpostavil status quo: prodiranje kristjanov na jug je zaradi almoravidskega vdora začasno ustavljeno.

### Ostalo
- Sicilija: sicilski grof Roger Guiscard po slabem letu dni obleganja zavzame muslimanske Sirakuze. Za grofa mesta postavi najstarejšega sina Jordana.
- Anglija: angleški kralj Viljem Osvajalec objavi Domesday Book, popis vse imovine v Angliji in delih Walesa, da lahko ustrezno obdavči svoje podložnike. Popis je bil končan v šestih mesecih.
- Danska: umrlega danskega kralja Knuta IV. nasledi mlajši (pol)brat Olaf I., ki med prvimi političnimi dejanji s seznama črta Knutovo načrtovano invazijo na Anglijo in zasedbo angleškega prestola.
- Luksemburg: umrlega luksemburškega grofa Konrada I. nasledi njegov sin Henrik III. Luksemburški.

- Dinastija Song: cesarica-vdova Gao se zgrozi, ko ugotovi, da je koledar severne dinastije Liao za en dan natančnejši v napovedovanju astronomskih dogodkov. Ker gre za stvar prestiža, je ob finančni podpori cesarja učenjak Su Song zadolžen za izgradnjo mehanske astronomske ure na vodni pogon. Ker je bil mehanizem tako zapleteno sestavljen, gre za unikaten izdelek, ki ga ob razstavitvi niso znali povrniti v prvotno stanje.

## Rojstva
- 11. avgust - Henrik V., rimsko-nemški cesar († 1125)
- 20. avgust - Boleslav III. Krivousti, poljski vojvoda († 1138)

Neznan datum
- Al-Šahrastani, perzijski religiolog in filozof († 1153)
- Eble II. de Ventadorn, okcitanski trubadur († 1155)

## Smrti
- 21. maj - Wang Anshi, kitajski ekonomist in državnik (* 1021)
- 4. junij - Sulejman ibn Kutalmiš, sultan Ruma (* ni znano)
- 10. julij - Knut IV., danski kralj (* 1043)
- 25. september - Viljem VIII., akvitanski vojvoda (* 1025)
- 11. oktober - Sima Guang, kitajski zgodovinar in državnik (* 1019)